# Protozoosi
Les protozoosis són malalties parasitàries provocades per protozous. Normalment es contrauen mitjançant un insecte vector o bé per contacte amb una substància o superfície infectada i inclouen organismes que ara es classifiquen en els supergrups excavats, amebozous, SAR i arqueplàstids.
Les infeccions per protozous són responsables de malalties que afecten molts tipus diferents d'organismes, incloses plantes, animals i algunes espècies marines. Moltes de les malalties humanes més freqüents i mortals són causades per una infecció per protozous, inclosa la tripanosomosi africana, l'amebosi i la malària.
Les espècies originàriament denominades "protozous" no estan estretament relacionades entre elles i només tenen similituds superficials (eucariotes, unicel·lulars, mòbils, encara que amb excepcions). Els termes "protozous" (i protist) solen desaconsellar-se a les biociències modernes. Tot i així, aquesta terminologia encara es troba en medicina. Això es deu en part al caràcter conservador de la classificació mèdica i en part a la necessitat de fer identificacions d'organismes basades en la morfologia.
Ordenades, per incidència i causa de mort: malària, amebosi, tripanosomosi africana, malaltia de Chagas.